# 迪波西特港 (馬里蘭州)
迪波西特港（英語：Port Deposit）是一個位於美國馬里蘭州塞西爾縣的市鎮。

## 人口
根據2020年美國人口普查的數據，迪波西特港的面積為5.87平方千米，當中陸地面積為5.86平方千米，而水域面積為0.01平方千米。當地共有人口614人，而人口密度為每平方千米105人。